# Pinding
Pinding is een bestuurslaag in het regentschap Aceh Tenggara van de provincie Atjeh, Indonesië. Pinding telt 1053 inwoners (volkstelling 2010).